# Mollettone
Il mollettone è un telo di panno felpato, oppure come sotto lenzuolo per il letto e serve a protezione dall’usura, dallo sporco e dai danni.

## Composizione
Realizzato in materiale morbido e gonfio, viene usato per coprire la tavola: è spesso dotato di elastico agli angoli per facilitare l'adesione al piano. Va posto tra la tovaglia e il tavolo. Se necessario, può essere tagliato per adattarlo alla dimensione della superficie da coprire.
Nei letti, può sostituire il coprimaterasso e fornisce un maggior calore rispetto alle lenzuola in cotone.

## Usi
Il mollettone assolve a diverse funzioni:
- proteggere il tavolo da calore, urti ed eventuali rovesciamenti di liquido;
- attutire i rumori di posate, piatti e bicchieri;
- impedire lo scivolamento della tovaglia;
- conferire al tavolo una maggior morbidezza.[2]